# 조이스 캐럴 오츠

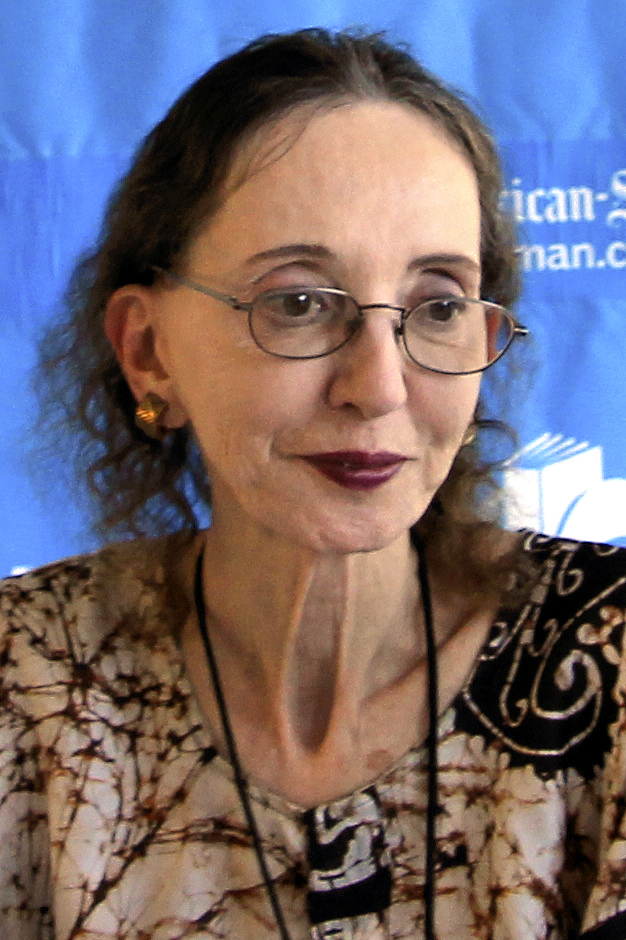

조이스 캐럴 오츠(Joyce Carol Oates, 1938년 6월 16일 ~ )는 미국의 소설가이다.

## 학력
- 시라큐스 대학교 영문학과 B.A.
- 위스콘신 대학교 영문학과 M.A.
- 라이스 대학교 영문학과 Ph.D. 과정 중퇴

## 경력
- 1978 ~ 2014년 프린스턴 대학교 문학 교수
- 2016 ~ 2020년 UC 버클리 문학 교수

## 저서
- 나는 일어나, 날개를 펴고, 날아올랐다
- 대디 러브
- 악몽
- 이블 아이
- 그들
- 폭스파이어
- 흉가
- 위험한 시간 여행
- 카시지
- 멀베이니 가족
- 카디프, 바이 더 시
- 그림자 없는 남자
- 인형의 주인
- 블론드
- 좀비